# Liste des monuments historiques de Sens
Ce tableau présente la liste de tous les monuments historiques classés ou inscrits dans la ville de Sens, Yonne, en France.

## Liste
| Monument                                                                                         | Adresse                                                              | Coordonnées                      | Notice         | Protection            | Date                     | Illustration                                                                                     |
| ------------------------------------------------------------------------------------------------ | -------------------------------------------------------------------- | -------------------------------- | -------------- | --------------------- | ------------------------ | ------------------------------------------------------------------------------------------------ |
| Ancien hôtel de ville (Hôtel Vezou)                                                              | 5 rue Rigault                                                        | 48° 11′ 48″ nord, 3° 16′ 53″ est | « PA00113863 » | Inscrit               | 1971                     | Ancien hôtel de ville (Hôtel Vezou)                                                              |
| Carmel                                                                                           | 149 rue de la Résistance                                             | 48° 11′ 52″ nord, 3° 17′ 17″ est | « PA00135247 » | Inscrit               | 1995                     | Carmel                                                                                           |
| Cathédrale Saint-Étienne                                                                         | Place de la République                                               | 48° 11′ 52″ nord, 3° 17′ 01″ est | « PA00113853 » | Classé                | 1840                     | Cathédrale Saint-Étienne                                                                         |
| Centre commercial Maillot (Carrefour) dessiné par Claude Parent                                  | Lieu-dit Tout-Va, route de Maillot                                   | 48° 11′ 13″ nord, 3° 18′ 12″ est | « PA89000047 » | Inscrit               | 2011                     | Centre commercial Maillot (Carrefour) dessiné par Claude Parent                                  |
| Église Sainte-Mathie                                                                             | Boulevard de Maupeou                                                 | 48° 11′ 59″ nord, 3° 16′ 46″ est | « PA00113854 » | Inscrit               | 1966                     | Image manquante Téléverser                                                                       |
| Église Saint-Maurice                                                                             | rue de l'île d'Yonne                                                 | 48° 11′ 52″ nord, 3° 16′ 32″ est | « PA00113855 » | Classé                | 1915                     | Église Saint-Maurice                                                                             |
| Église Saint-Pierre-le-Rond                                                                      | rue Emile Peynot                                                     | 48° 11′ 47″ nord, 3° 16′ 53″ est | « PA00113856 » | Classé                | 1965                     | Église Saint-Pierre-le-Rond                                                                      |
| Église Saint-Pregts de Sens                                                                      | rue du Général de Gaulle                                             | 48° 11′ 33″ nord, 3° 17′ 05″ est | « PA00113857 » | Classé Inscrit        | 1965                     | Église Saint-Pregts de Sens                                                                      |
| Basilique Saint-Savinien                                                                         | rue d'Alsace Lorraine                                                | 48° 11′ 48″ nord, 3° 18′ 01″ est | « PA00113858 » | Classé                | 1862                     | Basilique Saint-Savinien                                                                         |
| Église Saint-Savinien-le-Jeune                                                                   | 71 rue d'Alsace Lorraine                                             | 48° 11′ 55″ nord, 3° 17′ 39″ est | « PA89000057 » | Inscrit               | 2014                     | Église Saint-Savinien-le-Jeune                                                                   |
| Poterne des Quatre-Mares                                                                         | rue Amiral Rossel                                                    | 48° 11′ 45″ nord, 3° 17′ 07″ est | « PA00113859 » | Classé                | 1905 1912                | Poterne des Quatre-Mares                                                                         |
| Monument aux morts de l'arrondissement de Sens                                                   | Place des Héros                                                      | 48° 11′ 55″ nord, 3° 17′ 24″ est | « PA89000068 » | Inscrit               | 2016                     | Monument aux morts de l'arrondissement de Sens                                                   |
| Hôpital Saint-Jean (ancienne abbaye Saint-Jean)                                                  | 7 boulevard Maréchal Foch                                            | 48° 11′ 53″ nord, 3° 17′ 35″ est | « PA00113860 » | Classé Inscrit        | 1862 1960                | Hôpital Saint-Jean (ancienne abbaye Saint-Jean)                                                  |
| Hôtel                                                                                            | 9 rue Abélard                                                        | 48° 11′ 48″ nord, 3° 17′ 04″ est | « PA00113864 » | Inscrit               | 1972                     | Hôtel                                                                                            |
| Hôtel de Vaudricourt                                                                             | 4 rue Abélard                                                        | 48° 11′ 47″ nord, 3° 17′ 05″ est | « PA00113861 » | Inscrit               | 1947                     | Hôtel de Vaudricourt                                                                             |
| Hôtel de ville                                                                                   | 100 rue de la République                                             | 48° 11′ 56″ nord, 3° 16′ 58″ est | « PA00113862 » | Inscrit Classé        | 1995 1997                | Hôtel de ville                                                                                   |
| Immeuble                                                                                         | 2 boulevard de Maupeou                                               | 48° 11′ 54″ nord, 3° 16′ 39″ est | « PA89000056 » | Inscrit               | 2013                     | Immeuble                                                                                         |
| Immeuble                                                                                         | 66 rue Thénard                                                       | 48° 11′ 55″ nord, 3° 17′ 14″ est | « PA00113866 » | Inscrit               | 1972                     | Immeuble                                                                                         |
| Hôtel Le Fournier d'Yauville (ancienne Institution Sainte-Paule)                                 | 6, 8, 10 rue Abélard                                                 | 48° 11′ 48″ nord, 3° 17′ 04″ est | « PA00113868 » | Inscrit               | 1972                     | Hôtel Le Fournier d'Yauville (ancienne Institution Sainte-Paule)                                 |
| Collège Stéphane-Mallarmé de Sens (ancien Lycée Stéphane-Mallarmé, ancien couvent des Célestins) | 18 rue des Trois-Croissants                                          | 48° 11′ 55″ nord, 3° 17′ 13″ est | « PA00113867 » | Inscrit               | 1966                     | Collège Stéphane-Mallarmé de Sens (ancien Lycée Stéphane-Mallarmé, ancien couvent des Célestins) |
| Maison                                                                                           | 12 rue Abélard                                                       | 48° 11′ 49″ nord, 3° 17′ 04″ est | « PA00113869 » | Inscrit               | 1972                     | Maison                                                                                           |
| Maison                                                                                           | 14 rue Abélard                                                       | 48° 11′ 50″ nord, 3° 17′ 04″ est | « PA00113870 » | Inscrit               | 1972                     | Maison                                                                                           |
| Maison                                                                                           | Impasse Abraham Rue Thenart                                          | 48° 11′ 54″ nord, 3° 17′ 02″ est | « PA00113871 » | Inscrit               | 1960                     | Maison                                                                                           |
| Maison                                                                                           | 6 rue Émile Peynot                                                   | 48° 11′ 46″ nord, 3° 16′ 52″ est | « PA00113874 » | Inscrit               | 1926                     | Maison                                                                                           |
| Maison                                                                                           | 18 impasse de l'Épinglier                                            | 48° 11′ 54″ nord, 3° 17′ 05″ est | « PA00113875 » | Inscrit               | 1971                     | Maison                                                                                           |
| Maison                                                                                           | 46 rue du Général-Allix                                              | 48° 11′ 46″ nord, 3° 17′ 05″ est | « PA00113872 » | Inscrit               | 1926                     | Maison                                                                                           |
| Maison                                                                                           | 58 rue du Général-Allix                                              | 48° 11′ 46″ nord, 3° 17′ 06″ est | « PA00113873 » | Inscrit               | 1926                     | Maison                                                                                           |
| Maison                                                                                           | 17 rue Jossey                                                        | 48° 11′ 44″ nord, 3° 16′ 55″ est | « PA00113878 » | Inscrit               | 1926                     | Maison                                                                                           |
| Maison                                                                                           | 1 rue Rigault                                                        | 48° 11′ 45″ nord, 3° 16′ 54″ est | « PA00113879 » | Inscrit               | 1926                     | Maison                                                                                           |
| Maison                                                                                           | 5 rue du Tambour-d'Argent                                            | 48° 11′ 48″ nord, 3° 17′ 07″ est | « PA00113880 » | Inscrit               | 1926                     | Maison                                                                                           |
| Maison d'Abraham                                                                                 | Rue Jean-Cousin Rue de la République                                 | 48° 11′ 45″ nord, 3° 16′ 59″ est | « PA00113876 » | Classé                | 1923                     | Maison d'Abraham                                                                                 |
| Maison du Portail                                                                                | Rue Jean-Cousin                                                      | 48° 11′ 45″ nord, 3° 16′ 54″ est | « PA00113877 » | Classé                | 1923                     | Maison du Portail                                                                                |
| Marché couvert (Halles)                                                                          | Place de la République Rue Gambetta Rue Voltaire Rue du Plat-d'Étain | 48° 11′ 53″ nord, 3° 16′ 55″ est | « PA00113881 » | Inscrit               | 1975                     | Marché couvert (Halles)                                                                          |
| Moulin de la Vierge                                                                              | 30 rue Mondereau                                                     | 48° 11′ 41″ nord, 3° 17′ 12″ est | « PA00113865 » | Classé                | 1980                     | Moulin de la Vierge                                                                              |
| Maison Jean-Cousin (Musée Jean-Cousin)                                                           | 8 rue Jean-Cousin                                                    | 48° 11′ 45″ nord, 3° 16′ 51″ est | « PA00113882 » | Inscrit               | 1970                     | Maison Jean-Cousin (Musée Jean-Cousin)                                                           |
| Palais archiépiscopal musées                                                                     | Rue des Déportés-de-la-Résistance                                    | 48° 11′ 51″ nord, 3° 17′ 03″ est | « PA00113852 » | Classé Inscrit Classé | 1862 1909 1925 2008 2014 | Palais archiépiscopalmusées                                                                      |
| Rempart gallo-romain (Enceinte)                                                                  | 28 rue Jossey                                                        | 48° 11′ 43″ nord, 3° 16′ 46″ est | « PA00113884 » | Classé                | 1979                     | Rempart gallo-romain (Enceinte)                                                                  |
| Palais synodal de Sens                                                                           |                                                                      | 48° 11′ 52″ nord, 3° 17′ 01″ est | « PA00113883 » | Classé                | 1862                     | Palais synodal de Sens                                                                           |
| Théâtre municipal                                                                                | 21 boulevard des Garibaldi                                           | 48° 12′ 00″ nord, 3° 16′ 55″ est | « PA00113885 » | Inscrit               | 1975                     | Théâtre municipal                                                                                |